# Jaroslav Pospíšil (tenista)
Jaroslav Pospíšil (* 9. února 1981, Prostějov) je český tenisový trenér a bývalý profesionální tenista. Ve své kariéře na okruhu ATP World Tour nevyhrál žádný turnaj. Na challengerech ATP získal k červnu 2011 dva tituly ve dvouhře a čtyři ve čtyřhře. V roce 2009 vyhrál Rieter Pirell Cupu a stal se mistrem České republiky ve dvouhře mužů. Domovským klubem je od roku 2011, kdy byl klasifikován na 4. místě celostátního žebříčku, Agrofert Prostějov, v letech 2000–2010 nastupoval za Precolor Přerov.
Na žebříčku ATP byl nejvýše ve dvouhře klasifikován na 103. místě (květen 2011) a ve čtyřhře pak v dubnu 2009 na 168. místě.
Jeho sestrou je bývalá profesionální tenistka Jana Rychlá (* 1970). 
Trenérsky vedle například Caroline Wozniackou a od roku 2021 trénuje Víta Kopřivu.

## Finále na challengerech

### Dvouhra: 4 (2–2)
| Legenda                   |
| ATP Challenger Tour (2–2) |

| STav      | Č. | Datum (finále) | Turnaj               | Povrch | Soupeř ve finále  | Výsledek      |
| Finalista | 1. | 12, září 2010  | Braşov, Rumunsko     | antuka | Éric Prodon       | 6–7(1), 3–6   |
| Vítěz     | 1. | 26. září 2010  | Trnava, Slovensko    | antuka | Jurij Ščukin      | 6–4, 4–6, 6–3 |
| Finalista | 2. | 10. října 2010 | Tarragona, Španělsko | antuka | Marcel Granollers | 6–1, 5–7, 0–6 |
| Vítěz     | 2. | 20. února 2011 | Meknes, Maroko       | antuka | Guillermo Olaso   | 6–1, 3–6, 6–3 |

### Čtyřhra: 8 (4–4)
| Legenda (před/po roce 2009)                       |
| ATP Challenger Series / ATP Challenger Tour (4–4) |